# Иоанн Лази
Иоанн Лази (груз. იოანე ლაზი; примерно V век) — грузинский евнух (кубикуларий), монах и богослов раннего христианства, один из ключевых фигур монашества в Палестине. Он был наставником, пожизненным сподвижником и возможным крестным отцом Пётр Ивера.

## Жизнь
По рождении будущий Иоанн был назван Митридатом. Родился он в Лазике, в составе Иберийского царства, во время правления Вахтанг I Горгасали. Митридат, скорее всего, был евнухом и придворным на римском императорском дворе. Он сменил своё имя после того, как стал монахом по окончании своей посвященности. Иоанн, вдохновленный примером святого Пассариона Палестинского, и его ученик, также грузин по происхождению, Пётр Ивер, которого он встретил во Большом дворце в Константинополе, решили сбежать в Иерусалим и организовать монастырь с приютом для бедных паломников, где они занимались «непрерывной прославлением и поклонением Богу». Они выбрали место недалеко от башни Давида. Согласно «Житие Пётра Ивера», «блаженные отцы Пётр и Иоанн пошли в пустынное место около реки Иордан и построили там монастырь». Когда возник конфликт с соседом по поводу границы монастырского имущества, слова переросли в драку, и сосед ударил Иоанна в лицо. В 444 году Иоанн с Пётром покинул Иерусалим и отправился в Газу. Пётр вскоре стал епископом Газы. У Иоанна было слабое физическое здоровье, и он страдал от кожного заболевания. Его лицо было полностью покрыто герпесом. Пётр, беспокоясь о здоровье друга, отвёл Иоанна в Храм Гроба Господня. Пётр и Иоанн стали молиться всю ночь с «горькими слезами и стонами», и наконец, на рассвете, лицо Иоанна было полностью излечено «божественной силой святого креста».
Иоанн скончался в 463 или 465 году. Он был похоронен в грузинском монастыре, в Иерусалиме или в Иудейской пустыне, неподалеку от Бир-эль-Кут, где были найдены грузинские надписи. Согласно «Житие Пётра Ивера», Иоанн был похоронен в монастыре Пётра между Газой и Майумой, где также ежегодно отмечали его память. Пётр умер в 491 году в Ямнии; его ученики похоронили его рядом с Иоанном Лази.

### Комментарии
1. 1 2  Грузины были основной нацией на Кавказе, и их язык широко доминировал в общении на юге, востоке и западе региона со времен античности[1]; Грузинские монахи за границей в основном были ограничены территорией Иерусалима и его окрестностей.[2] и совершили литургию на своем языке[3]